# Давыдов, Георгий Александрович
Георгий Александрович Давыдов (25 марта 1874, Кишинёв, Бессарабская губерния — неизвестно) — российский спортивный стрелок. Участник летних Олимпийских игр 1912 года.

## Биография
Георгий Давыдов (в олимпийском отчёте де Давыдов) родился 25 марта 1874 года в российском городе Кишинёв (сейчас в Молдавии). Происходил из дворян Харьковской губернии.
В 1896 году окончил Санкт-Петербургское пехотное юнкерское училище. В июне того же года служил в Александро-Невском резервном батальоне, в апреле 1901 года — в 198-м пехотном резервном Александро-Невском полку. 7 марта 1903 года был зачислен в постоянный состав офицерской стрелковой школы, оставшись и в списке полка. 6 мая 1905 года стал поручиком Семёновского лейб-гвардии полка, оставаясь в той же школе.
В 1912 году вошёл в состав сборной России на летних Олимпийских играх в Стокгольме. Выступал в четырёх видах соревнований по стрельбе.
В стрельбе из винтовки произвольного образца с трёх позиций с 300 метров занял 76-е место, набрав 635 очков. Де Давыдов опередил только двух российских стрелков Давида Вейса и Александра Добржанского и уступил 352 очка победителю Полю Коля из Франции.
В стрельбе из армейской винтовки с трёх позиций с 300 метров занял 68-е место, набрав 68 очков и уступив 29 очков победителю Шандору Прокоппу из Венгрии.
В стрельбе из армейской винтовки с 600 метров занял 61-е место, набрав 70 очков и уступив 24 очка победителю Полю Коля.
В командном первенстве в стрельбе из армейской винтовки с 200, 400, 500 и 600 метров сборная России, за которую также выступали Павел Вальден, Дмитрий Кусков, Феофан Лебедев, Давид Вейс и Александр Тилло, заняла 9-е место среди 10 команд. Российские стрелки набрали 1403 очка, опередив только Венгрию и уступив 284 очка завоевавшей золото сборной США.
Давыдов стал первым участником Олимпийских игр, родившимся в Кишинёве.
Участвовал в Первой мировой войне. В октябре 1914 года был ранен в бою под Варшавой. В сентябре 1915 года был повторно ранен в бою в районе озера Сасали в Курляндской губернии.
В мае 1915 года, будучи капитаном офицерской стрелковой школы, был награждён орденом святой Анны 3-й степени с мечами и бантом.
О дальнейшей жизни данных нет.